# Kythira
Kythira (în greacă Κύθηρα pronunție în greacă modernă [ˈciθiɾa], transliterată, de asemenea, ca Cythera, Kythera și Kithira) este o insulă grecească situată vizavi de colțul sud-estic al peninsulei Peloponez. În mod tradițional este considerată una dintre cele șapte insule ionice, deși este îndepărtată de grupul principal. Din punct de vedere administrativ, ea aparține unității regionale a insulelor, care face parte din regiunea Attica (deși se află la mare distanță de Attica).
Insula este situată strategic între Grecia continentală și insula Creta și din cele mai vechi timpuri până la mijlocul secolului al XIX-lea s-a aflat pe drumul străbătut de negustori, marinari și cuceritori. Ca atare, a avut o istorie lungă și variată și a fost influențată de mai multe civilizații și culturi. Acest lucru se reflectă în arhitectura sa (un amestec de elemente tradiționale, egeene și venețiene), precum și în tradițiile și obiceiurile sale, influențate de secole de coexistența culturilor greacă, venețiană și otomană.

## Administrație
Kythira și insula învecinată Antikythera au fost municipalități separate până când acestea au fuzionat în urma reformei administrației publice locale din 2011; cele două insule sunt acum unități municipale. Municipalitatea are o suprafață de 300,023 km2, iar unitatea municipală de 279,593 km2. Provincia Kythira (în greacă Επαρχία Κυθήρων) a fost una dintre provinciile Prefecturii Pireu. Ea a avut același teritoriu ca și actuala municipalitate Kythira, fiind desființată în 2006.

## Istoric

### Epoca preclasică și antică

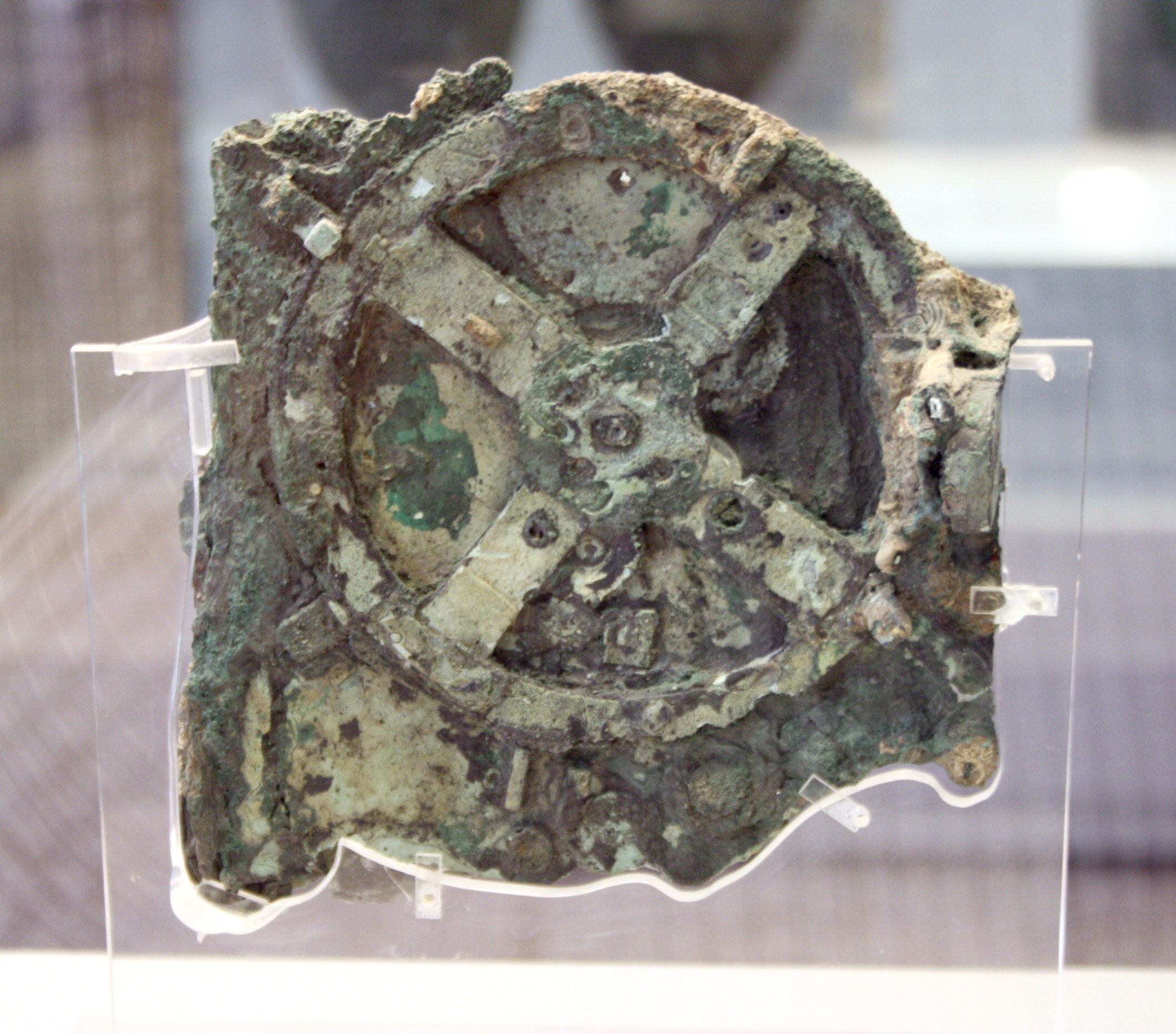
Mecanismul de la Antikythera, Muzeul Național de Arheologie din Atena

Există vestigii arheologice din perioada heladică, contemporană cu cea minoică. Există dovezi arheologice ale comerțului kythiran până în Egipt și Mesopotamia.
Kythira a avut o colonie feniciană la începutul epocii antice; melcul de mare care produce purpura de Tyr este originar din insulă. Xenofon se referă la un golf fenician în Kythira (Hellenica 4.8.7, probabil, golful Avlemonas din partea de est a insulei). Orașul grecesc antic din Kythira a fost la Scandea pe Avlemonas; ruinele sale au fost excavate. Acropola sa, acum Palicastro (Palaeocastron, „Fortul Vechi”), conține templul lui Afrodita Urania, care poate reprezenta un cult fenician al lui Astarte.
În vremurile clasice, Kythira a făcut parte din teritoriul mai multor orașe-stat mari. Sparta a luat insula de la Argos la începutul secolului al VI-lea și a plasat-o sub stăpânirea unui kytherodíkes (kυθηροδίκης, „judecătorul din Kythira”), în vremea lui Tucidide [4,53,3]; Atena a ocupat-o de trei ori atunci când se afla în război cu Sparta (în 456 în timpul primului război cu Sparta și cu Peloponesul; din 426 până în 410, în cea mai mare parte a marelui Război Peloponesiac; și din 393 până în 387/386, în timpul Războiului Corintului împotriva Spartei dominare) și-a folosit-o atât pentru a-și întări comerțul, cât și pentru a face raiduri împotriva Laconiei.
Kythira a fost independentă și a emis monedă proprie în 195, după înfrângerea aheiană a Spartei. În vremea lui Augustus, ea a fost supusă din nou Spartei, fiind proprietatea lui Gaius Iulius Eurycles, care era atât un magnat spartan, cât și cetățean al Romei.
În această perioadă, orașele grecești au fost practic supuse Imperiului Roman. Kythira a continuat să existe sub dominația Imperiului Roman și a statului succesor bizantin timp de secole. Creștinismul este atestat din secolul al IV-lea, în timpul domniei lui Constantin cel Mare; potrivit legendei, Sfântul Elessa a venit din Laconia pentru a-i converti la creștinism pe locuitorii insulei.

### Epoca medievală și modernă

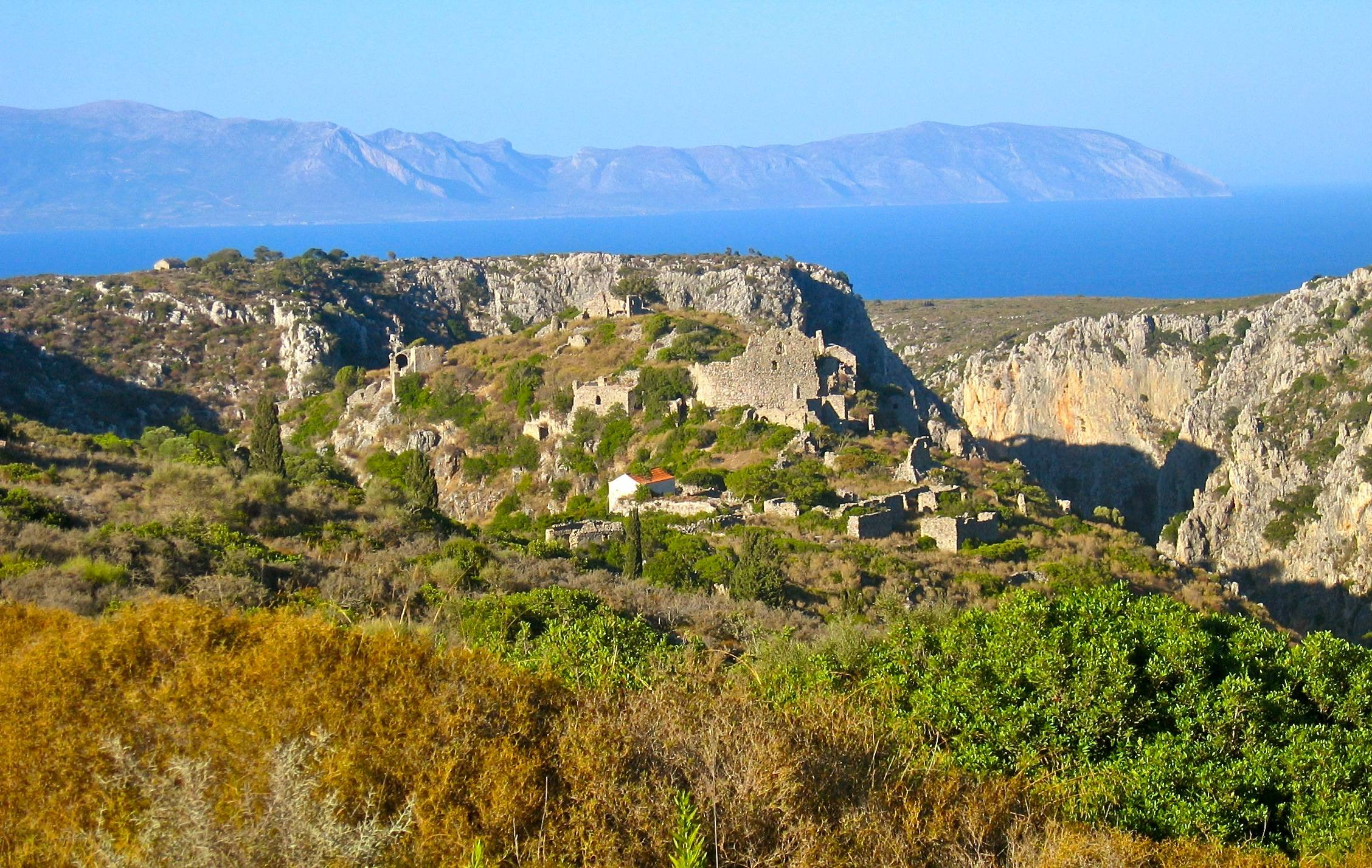
Ruinele de la Paliochora

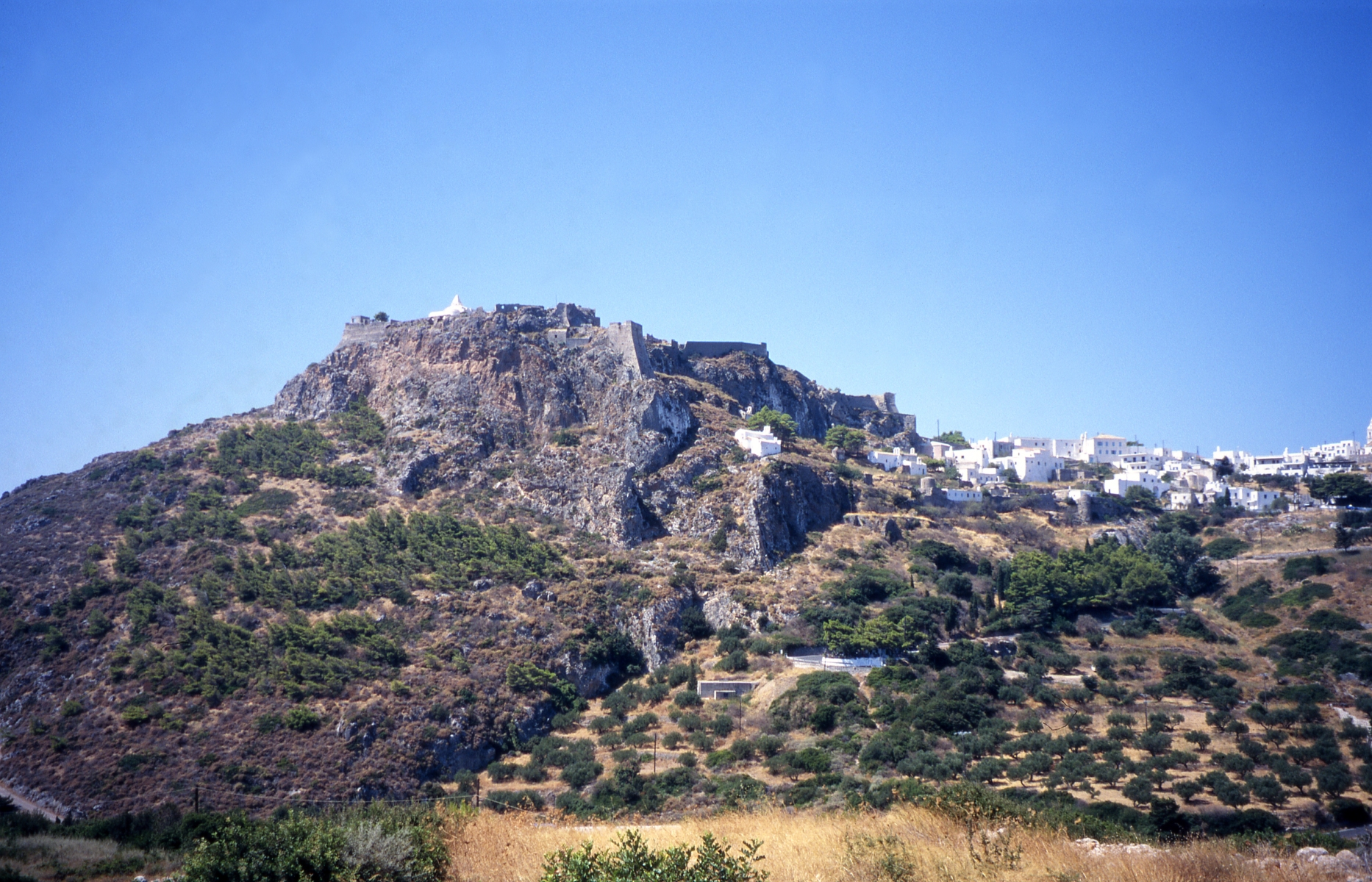
Castelul Kythira

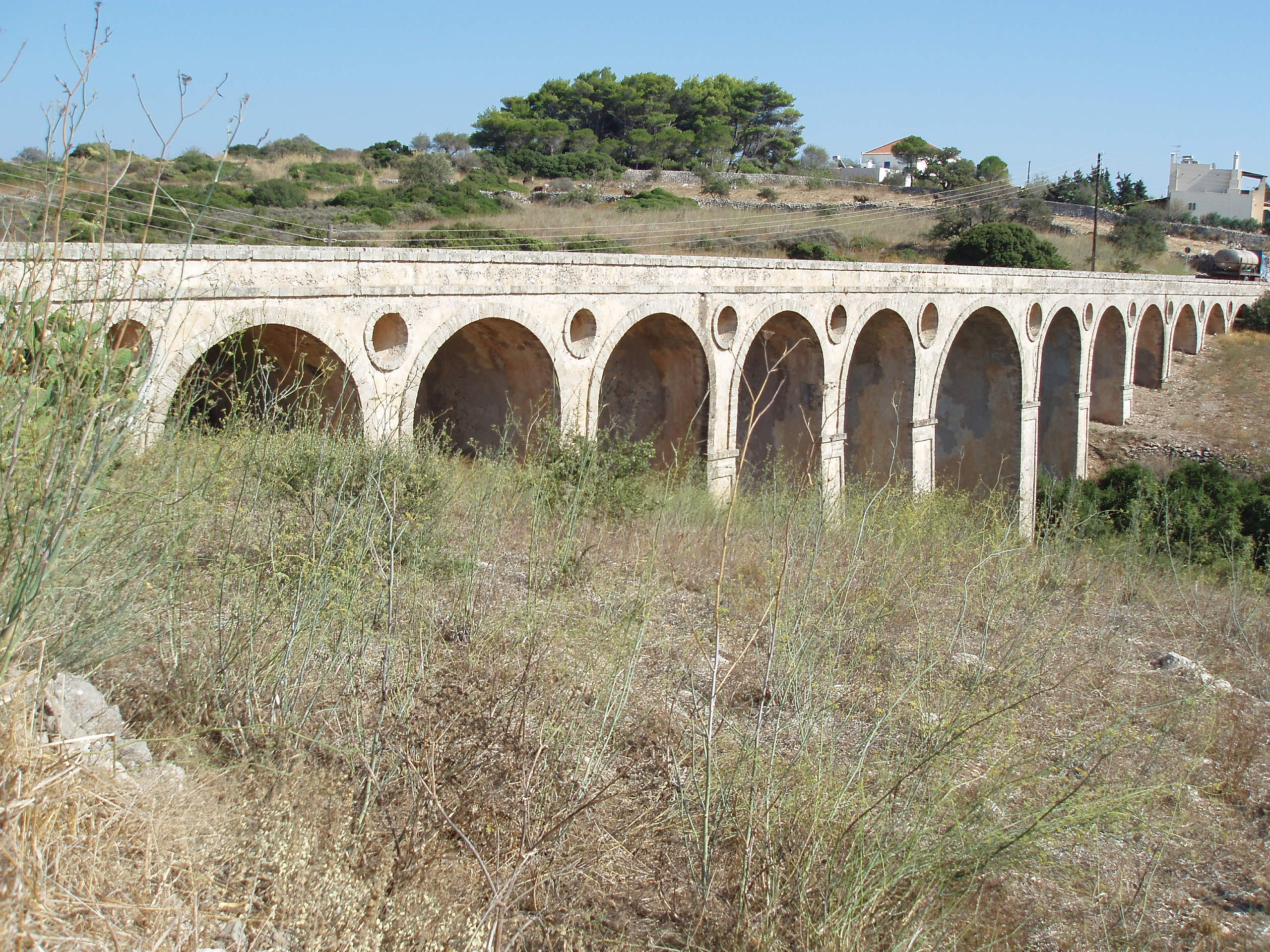
Podul Katouni (secolul al XIX-lea)

Kythira nu este menționată în sursele literare timp de secole după convertirea ei la creștinism; în perioada slăbiciunii Imperiului Bizantin de la sfârșitul secolului al VII-lea este posibil să fi fost expusă atacurilor triburilor slave care au efectuat incursiuni pe continent și a piraților arabi de pe mare. Dovezile arheologice sugerează că insula a fost abandonat în jurul anului 700.
Când Sfântul Teodor de Cythera a condus o acțiune de repopulare după recucerirea Cretei de către bizantini în 962, el a găsit insula ocupată numai de trupe răzlețe de vânători. A întemeiat o mare mănăstire la Paliochora; un oraș s-a format în jurul ei, populat în mare parte cu oameni din Laconia.
Atunci când Imperiul Bizantin a fost împărțit între cuceritorii din Cruciada a patra, Republica Venețiană a obțin trei optimi din insulele grecești, printre care și Kythira. Ea a înființat o patrulă de coastă pe Kythira și Antikythera pentru a-și proteja drumul comercial către Constantinopol; Kythira a fost una din insulele pe care Veneția a continuat să o stăpânească în ciuda recucerii de către greci a Constantinopolului și a prezenței turcești peste tot în Orientul Apropiat. În timpul dominației venețiene insula a fost cunoscută sub numele de Cerigo. Otomanii au numit această insulă Çuha Adası.
Kythiranii încă vorbesc despre distrugerea și jefuirea Paliochorei de către Barbarossa; ea a devenit o parte intrinsecă a folclorului kytherian. Se pot accepta cu ușurință poveștile localnicilor, observând numărul de mănăstiri încorporate în dealurile stâncoase, pentru a evita distrugerea lor de către pirați.
Pirații au străbătut în lung și-n lat apele Mării Mediterane, atacând navele comerciale, coastele și insulele, capturând pradă și sclavi pentru comerțul barbar cu sclavi. Kythira a fost atacată frecvent de pirați datorită locației sale strategice în Marea Mediterană. În scopul de a intercepta navele comerciale, insulele aflate de-a lungul rutelor comerciale au fost, desigur, interesante pentru pirați. În secolul al XVII-lea insulele mici ca Sapientza (Kalamatas) de la sud de Messinia (district din sud-vestul peninsulei Peloponez), Cergio (Kythira), la sud de colțul sud-estic al Peloponezului, și de-a lungul coastei Asiei Mici insulele pustii Fourni, la sud-vest de Samos, și insula Psara, la vest de Chios, au fost toate cuiburi de pirați.
Când Napoleon a desființat Republica Venețiană în 1797, Kythira a fost una dintre insulele încorporate în cel mai îndepărtat departament al Franței, numit Mer-Égée. Kythira a avut un destin comun cu celelalte insule ionice în timpul epocii napoleoniene și este privită încă a fi una dintre ele; ea era considerată una dintre insulele ciclade în antichitate.
În 1799, insulele ionice au format Republica Septinsulară, nominal sub suzeranitate otomană, dar dominată în practică de Rusia. În 1807 Franța le-a luat înapoi pentru ca în 1809 să fie ocupate de britanici, care au înființat unul dintre primele lor protectorate, Statele Unite ale Insulelor Ionice. Britanicii le-au stăpânit timp de aproape o jumătate de secol; sub ocupația britanică, au fost guvernate de un Înalt Comisar care avea puteri legislative și executive. După o lungă istorie de turbulențe, neaplanate niciodată nici chiar de comisari remarcabili ca William Ewart Gladstone, discuțiile britanice dacă insulele erau o pierdere de bani sau o posesiune imperială vitală s-au încheiat cu cedarea insulelor ionice, inclusiv Kythira, noului rege George I al Greciei, care era cumnatul prințului de Wales. Sub ocupația britanică, Kythira a fost cunoscută sub numele de Carigo sau Cerigo, pe care l-a purtat orașul capitală în timpul ocupației venețiene.
Orașul principal al insulei, Kythira (sau Chora, „sat”) deține Arhiva Istorică a Kythiraei, a doua ca mărime din insulele ionice, după Corfu.

## Geografie

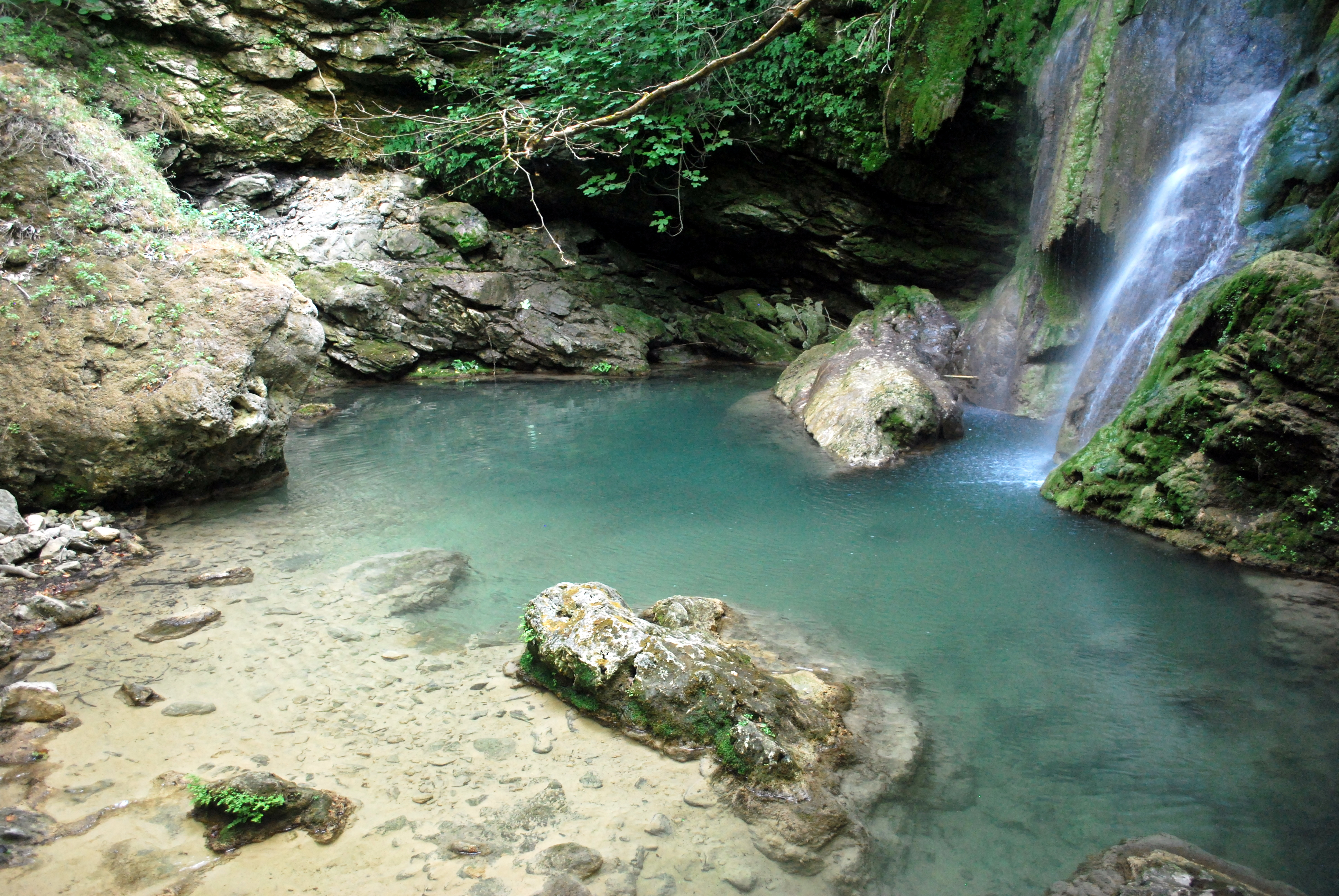
Cascada Fonisa din Mylopotamos, Cythera

Kythira are o suprafață de 279,593 kilometri pătrați; ea este situată la capătul sud-vestic al Mării Egee, în spatele capului Malea. Terenul accidentat este un rezultat al acțiunii vânturilor dominante de pe mările înconjurătoare care i-au modelat țărmurile sub forma unor faleze stâncoase abrupte, cu golfuri adânci. Insula are mai multe plaje, cu compoziții și dimensiuni diferite; la doar jumătate din ele se poate ajunge de pe drumurile ce străbat terenul muntos al insulei. Strâmtoarea Kythiriană se află în apropiere.
Kythira este aproape de capătul plăcii tectonice a arcului elenic și, astfel, foarte predispusă la cutremure. Mai multe cutremure menționate în istorie au avut epicentre în apropiere sau pe insulă. Cel mai mare cutremur din perioada recentă a fost, probabil, cutremurul din 1903 ce a avut loc lângă satul Mitata și a provocat pagube semnificative, precum și pierderi de vieți omenești. Au mai avut loc încă două cutremure majore în secolul al XXI-lea: cel din 5 noiembrie 2004, cu magnitudinea de 5,6-5,8 pe scara Richter și cel din 8 ianuarie 2006, de 6,9 grade pe scara Richter. Epicentrul acestuia a fost în mare, la aproximativ 20 km est de Kythira, cu un hipocentru la o adâncime de aproximativ 70 km. Multe clădiri au fost avariate, în special cele vechi, mai ales în satul Mitata, dar nu s-au înregistrat pierderi de vieți. El a fost simțit până în Italia, Egipt, Malta și Iordania.

### Climă
Kythira are o climă mediteraneană (după clasificarea climatică Köppen Csa), cu ierni blânde și ploioase și cu veri calde și uscate.

## Mitologie
În mitologia antică greacă, Kythira a fost considerată a fi insula celestei Afrodita, zeița iubirii (la fel ca și Cipru, o altă insulă dedicată Zeiței Dragostei).

## Demografie
La fel ca în cazul multor insule mici din Marea Egee, populația Kythirei este în scădere. Insula a ajuns la un vârf de populație de aproximativ 14.500 de locuitori în 1864, care a scăzut constant, în mare parte datorită emigrării atât interne (în marile centre urbane din Grecia), cât și externe (în Australia, Statele Unite ale Americii, Germania) din prima jumătate a secolului al XX-lea. Astăzi populația insulei este de 3.354 locuitori (conform recensământului din 2001).

### Satele din Kythira

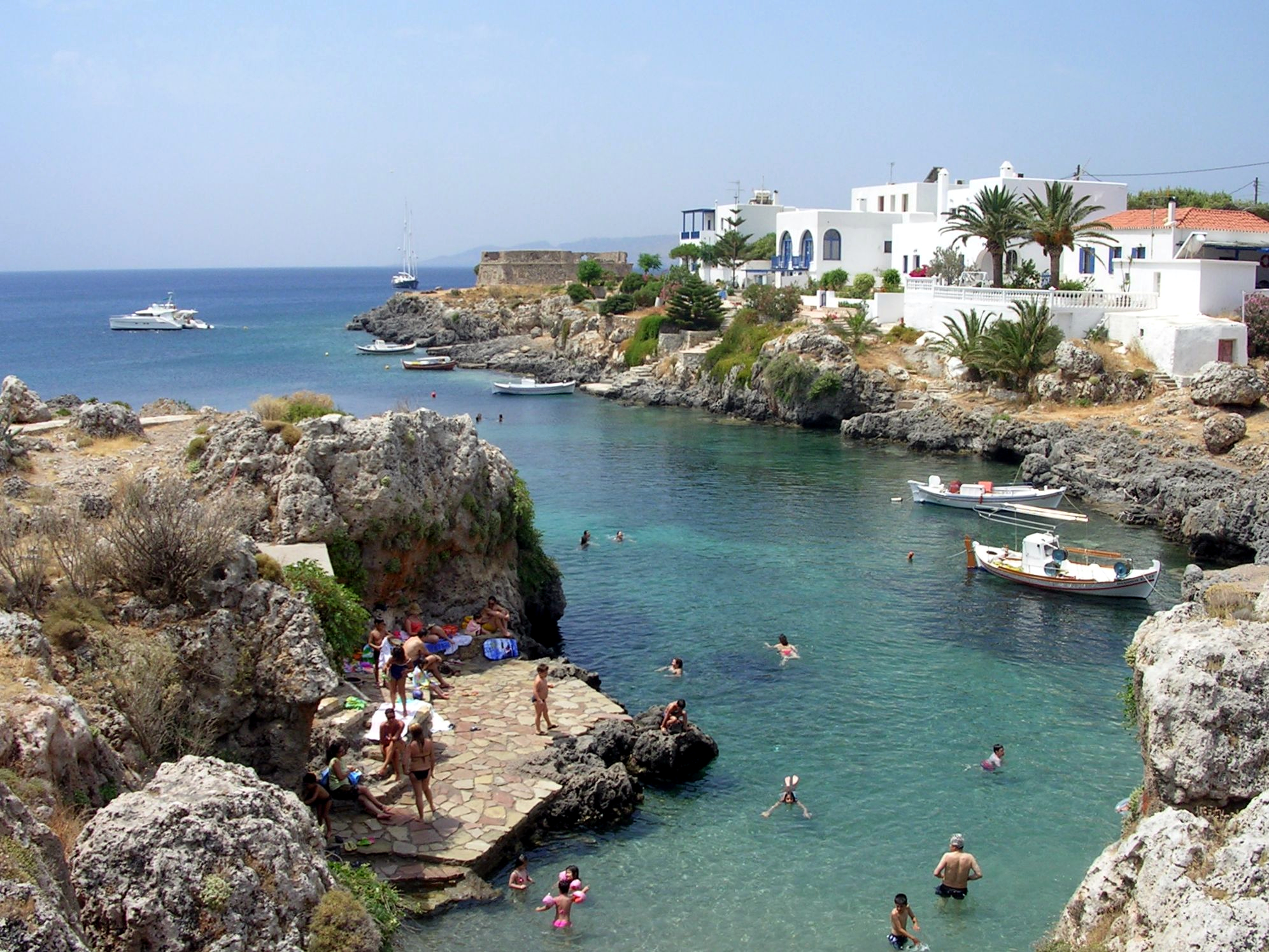
Vedere a micului port Avlemonas

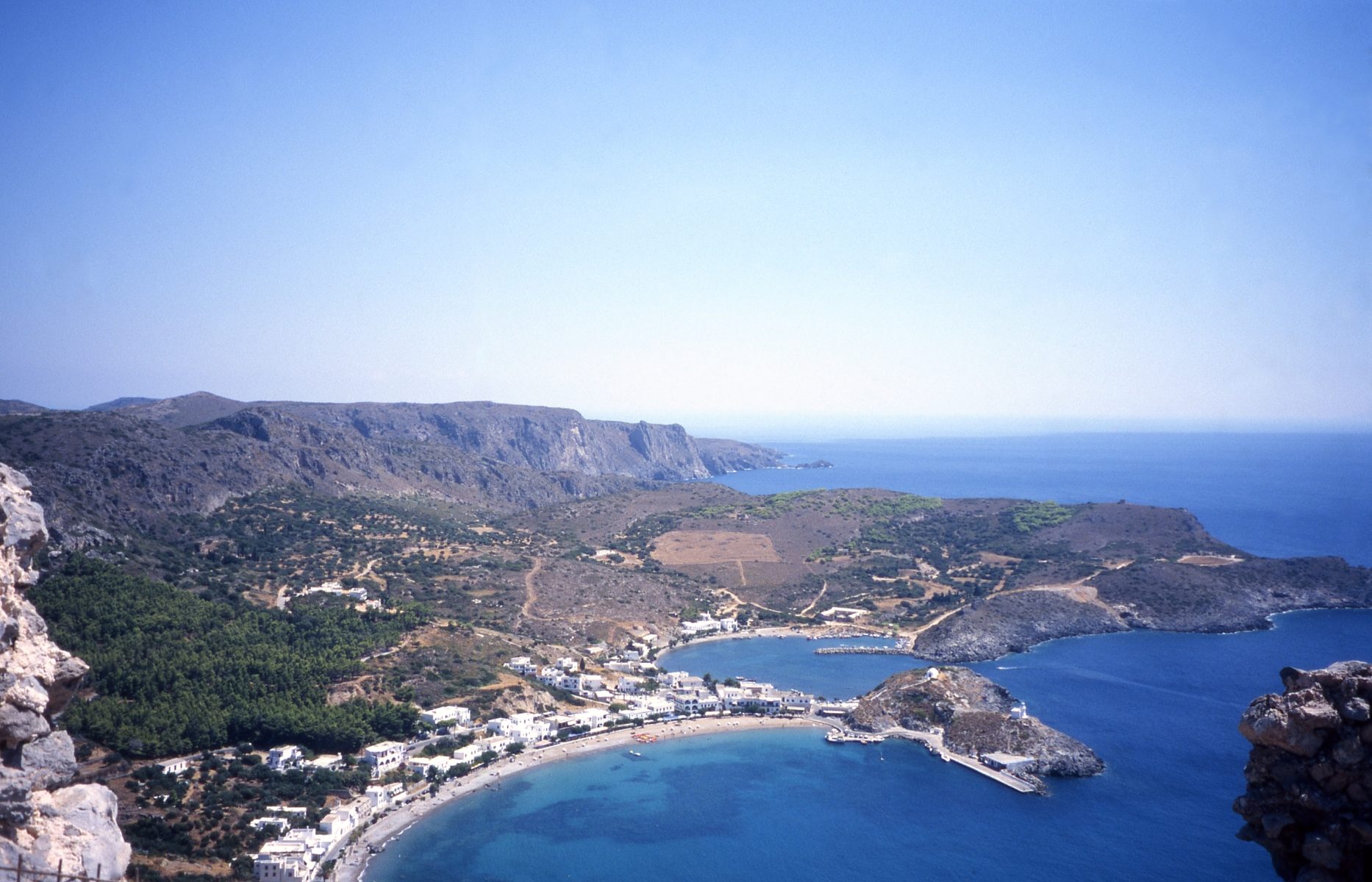
Vedere a satului Kapsali din castelul Chóra

Cele mai mari sate (potrivit recesământului grec din 2001) sunt Potamós (396 loc.), Agía Pelagía (281), Chóra/Kýthira (267), Áno Livádi (175), Kálamos (157) și Livádi (126).
- Agia Pelagia Kythira, port
- Agios Ilias
- Alexandrades
- Ano Livadi
- Aroniadika
- Avlemonas
- Chora (Kythira), capitala Kytherei
- Christoforianika
- Diakofti, port
- Fratsia
- Friligianika
- Gerakaria
- Kalamos
- Kapsali
- Karavas
- Karvounades
- Kastrisianika
- Keramoto
- Kontolianika
- Livadi, care a devenit centrul economic al insulei
- Katouni
- Logothetianika
- Louriantianika
- Mitata
- Mylopotamos
- Pitsinianika
- Platia Amos
- Potamos, cel mai mare sat
- Stathianika
- Viaradika
- Vouno

## Kythira (oraș)

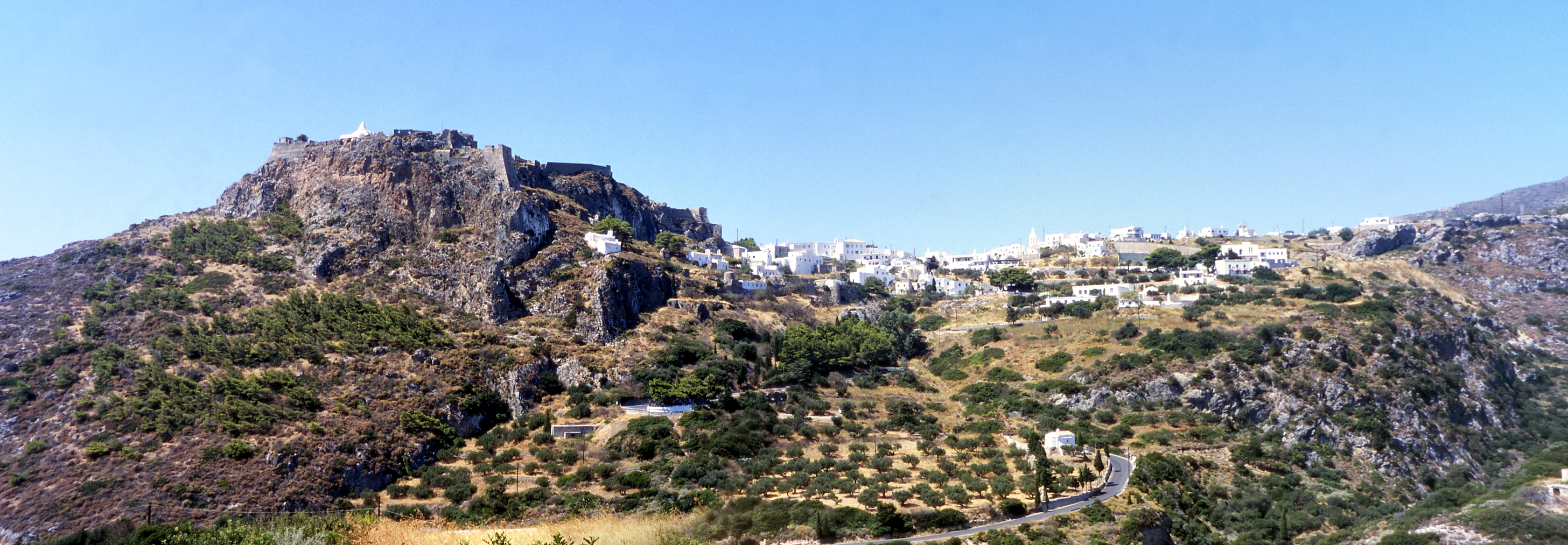
Vedere a capitalei, Chóra

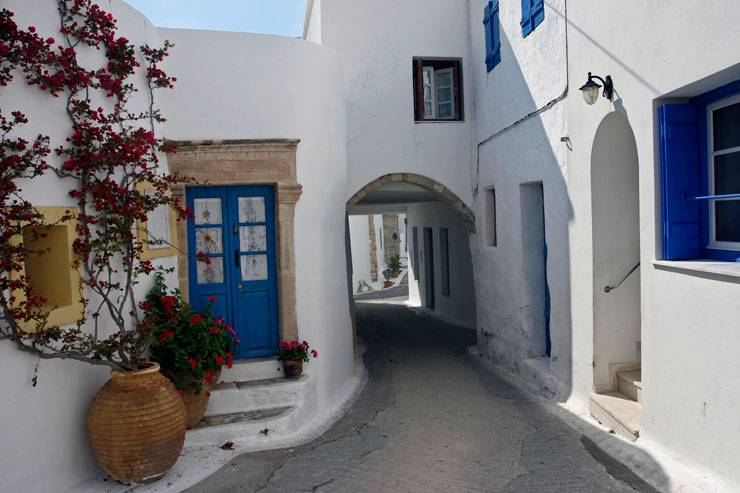
Stradă din Chóra

Capitala Chóra este situată în partea de sud a insulei și nu are porturi care să o conecteze cu sudul peninsulei Peloponez sau Vatika. Portul Kythirei pentru Vatika s-a aflat anterior în Agia Pelagia, deși în ultimii ani, acest port a fost dezafectat și înlocuit cu un nou port în orașul de coastă Diakofti.
Majoritatea celor peste 60 de nume de sate se termină cu „-anika” și câteva se termină cu -athika, -iana și -ades. Acest lucru se datorează faptului că satele au fost numite după familiile influente care s-au stabilit în acea regiune. De exemplu, „Logothetianika” este derivată din numele de familie grecesc „Logothetis”.
Oficial, limba oficială a insulei Kythira este limba greacă. În ciuda credinței populare, mai multe locuri precum serviciile publice și administrațiile locale sunt capabile să folosească limba engleză. În anumite zone, o parte din populația Kythirei vorbește limba italiană.

## Persoane notabile
- Philoxenus (435-380 î.Hr.), poet ditirambic
- Marco Venier, Domnul de Cerigo (– 1311) a fost un Lord de Cerigo
- Valerios Stais (1857-1923), arheolog
- Yianis Vilaras (1771-1823), poet și scriitor
- Juliette de Bairacli Levy (1912-2009), botanistă și autoare de cărți
- George Miller, Pregizor și producător de film australian premiat cu Oscar, a realizat filmele Mad Max, Babe, Happy Feet
- Alex Freeleagus, avocat australian și fost consul general al Greciei în Queensland
- Tess Mallos, scriitoare pe teme culinare, jurnalistă și autoare de cărți
- Manuel Aroney, chimist
- Georgia Cassimatis, jurnalistă la Australian Cosmopolitan Magazine
- Nick Politis, președinte al clubului de rugby Sydney Roosters

## În cultura populară
- Insula este numită ca destinație a galerei pe care se afla Iuda Ben-Hur în romanul Ben Hur al lui Lew Wallace.
- Nașterea lui Venus a lui Botticelli, ca și alte picturi cu teme similare, o prezintă pe zeița Venus sosind fie pe țărmul Kythirei sau a Ciprului, deoarece mitologia clasică identifică ambele insule ca loc al nașterii ei.
- În romanul Hypnerotomachia Polifili (1499) protagoniștii Polia și Polifilo călătoresc la Cythera pentru a-și explora dragostea și a găsi fântâna lui Venus.
- Statutul insulei ca loc de naștere al zeiței este menționat, de asemenea, în titlul și subiectul picturii Embarkation for Cythera a lui Antoine Watteau.
- Couperin a scris „Le Carillon de Cythere” pentru clavecin.
- Charles Baudelaire, în poemul O călătorie la Cythera, a numit insula un „banal Eldorado”.
- Poemul lui Baudelaire este citat și se face referire la insulă în romanul The Kindly Ones (1962), ce face parte din ciclul A Dance to the Music of Time al lui Anthony Powell.
- O strofă din poemul lui Baudelaire este citată ca o aluzie la Haiti de către tânărul Philippot în romanul The Comedians a lui Graham Greene.
- A Voyage to Cythera este titlul unei povestiri (1967) scrise de Margaret Drabble.
- Taxidi sta Kythira (Călătorie la Cythera) este titlul unui film grec (1984) în regia lui Theo Angelopoulos.
- Piesa muzicală „In Cythera” a fost lansată de grupul de rock alternativ Killing Joke pe albumul MMXII (2012).